# (25628) Kummer
(25628) Kummer (2000 AZ50) – planetoida z pasa głównego asteroid okrążająca Słońce w ciągu 3,47 lat w średniej odległości 2,29 j.a. Odkryta 7 stycznia 2000 roku.